# جوتنبرون
جوتنبرون (بالألمانية: Gutenbrunn) هي بلدية في منطقة زويتل في ولاية النمسا السفلى .